# Plateau (Benim)
Plateau é um departamento do Benim. Sua capital é a cidade de Sakété.

## Comunas
- Ifangni
- Adja-Ouèrè
- Kétou
- Pobè
- Sakété

## Demografia
| 2002   | 2013   | Taxa de variação intercensitária |
| 407116 | 622372 | 3,83%                            |